# Eristalinus melanops
Eristalinus melanops är en tvåvingeart som först beskrevs av Karsch 1887.  Eristalinus melanops ingår i släktet slamflugor, och familjen blomflugor.
Artens utbredningsområde är Kongo. Inga underarter finns listade i Catalogue of Life.